# Skræppebladet
Skræppebladet er navnet på beboer- og foreningsbladet i Brabrand Boligforening. Bladet udkommer 8 gange om året.
Oplagstallet i 2015 er 5500, og bladet omdeles af ansatte i boligforeningen til samtlige husstande i boligforeningens afdelinger (med op mod 15.000 medlemmer). Det er endvidere muligt at abonnere på bladet, der således sendes til bl.a. biblioteker og andre medier. Bladet udkom første gang i 1970.

## Redaktion
Skræppebladets redaktion vælges af hver afdeling i Brabrand Boligforening alt efter afdelingens størrelse. Alle afdelinger kan vælge mindst et redaktionsmedlem, der således opnår status som tillidsvalgt i boligforeningen. 
Redaktionen består desuden af frivillige, og her er kravet til optagelse i redaktionen kun interesse for redaktionsarbejdet. 
Endvidere er der tilknyttet faste skribenter, der leverer artikler, men som ikke er en del af redaktionen. De har dog adgang til redaktionsmøder og redaktionens faciliteter.
Redaktøren udpeges af redaktionen og er ansvarshavende redaktør. Redaktionen er fri og uafhængig af ansatte og andre valgte til f.eks. bestyrelser.
Redaktionens størrelse varierer over årene – ikke så meget i forhold til antal beboere, men mere i forhold til hvor mange, der frivilligt melder sig til redaktionen. Det er således, at selv om alle afdelinger kan indstille redaktionsmedlemmer, så er de ikke forpligtet til det.

## Ansatte
Skræppebladet er et semiprofessionelt medie, der er baseret på frivillige skribenter og ansatte til at varetage øvrige opgaver. Således er der en ansat redaktionssekretær på deltid, tegner/illustrator, korrekturlæser og layouter. 
Redaktionen kan i beskedent omfang trække på f.eks. sekretærer ansat i Brabrand Boligforenings administration, og redaktionen har på den måde adgang til forskellige arkiver og tjenester. F.eks. sekretariatets udsendelse af blade til abonnenter.

## Profil
Skræppebladet udkommer som et magasin i fire farver i et format der nærmer sig A4 på højkant. Bladet indeholder både faste rubrikker (som udgør cirka halvdelen af bladet) og forskellige nyheder, der oftest er enten boligpolitiske eller relateret til det nærmiljø, hvor kærnelæserne bor.
I årene op til nu har bladet bl.a. haft følgende faste rubrikker omkring interesse-relaterede emner: astronomi, natur, bøger, historie. (Årstallet afspejler alene denne artikels seneste opdatering)
Det, der har fyldt mest i bladet, er dog beboerrelevante oplysninger og meninger. Lige fra dækning af Prinsesse Marys besøg i Gellerup over politiets forhold til beboere til støttekroner til forskellige integrationsprojekter.